# Rudolphs Garten

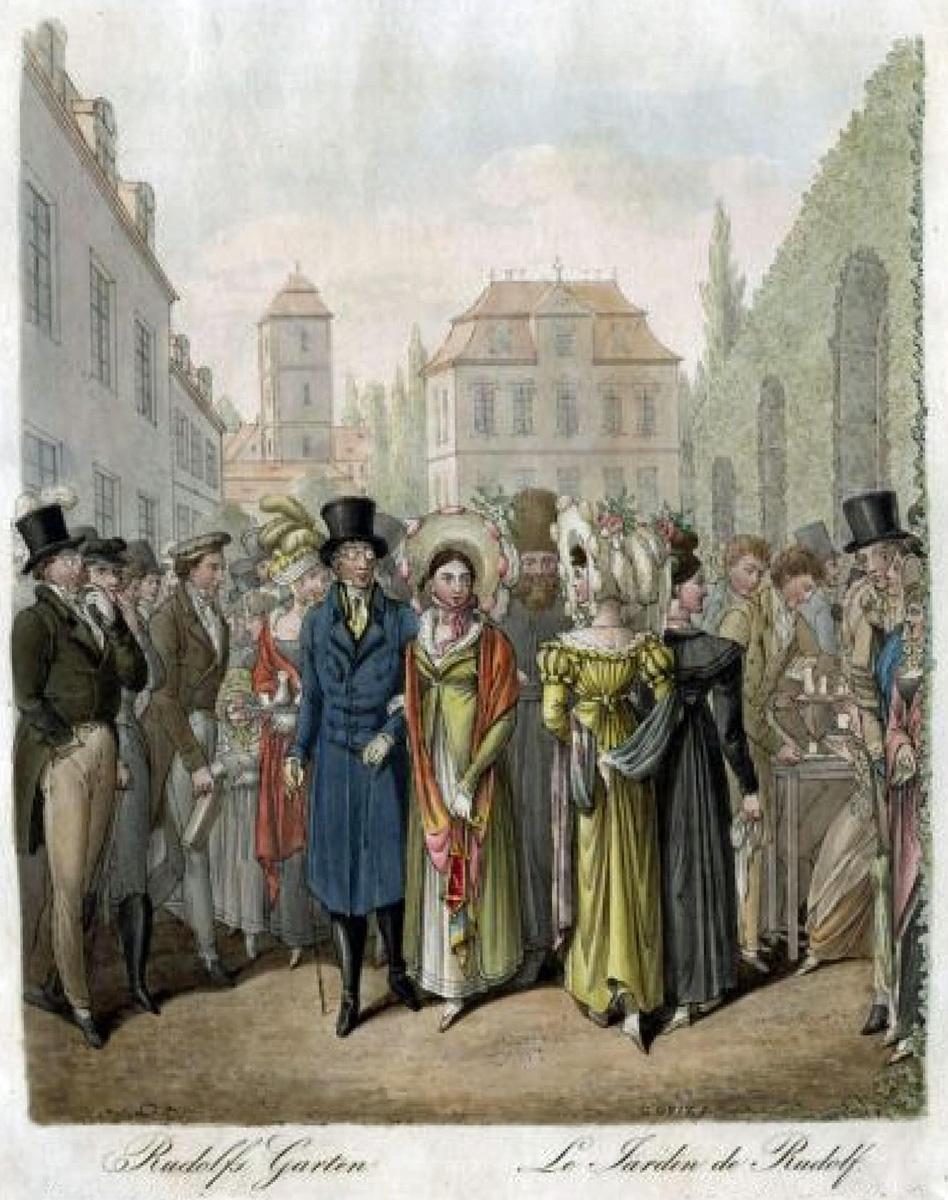
Rudolphs Garten um 1825

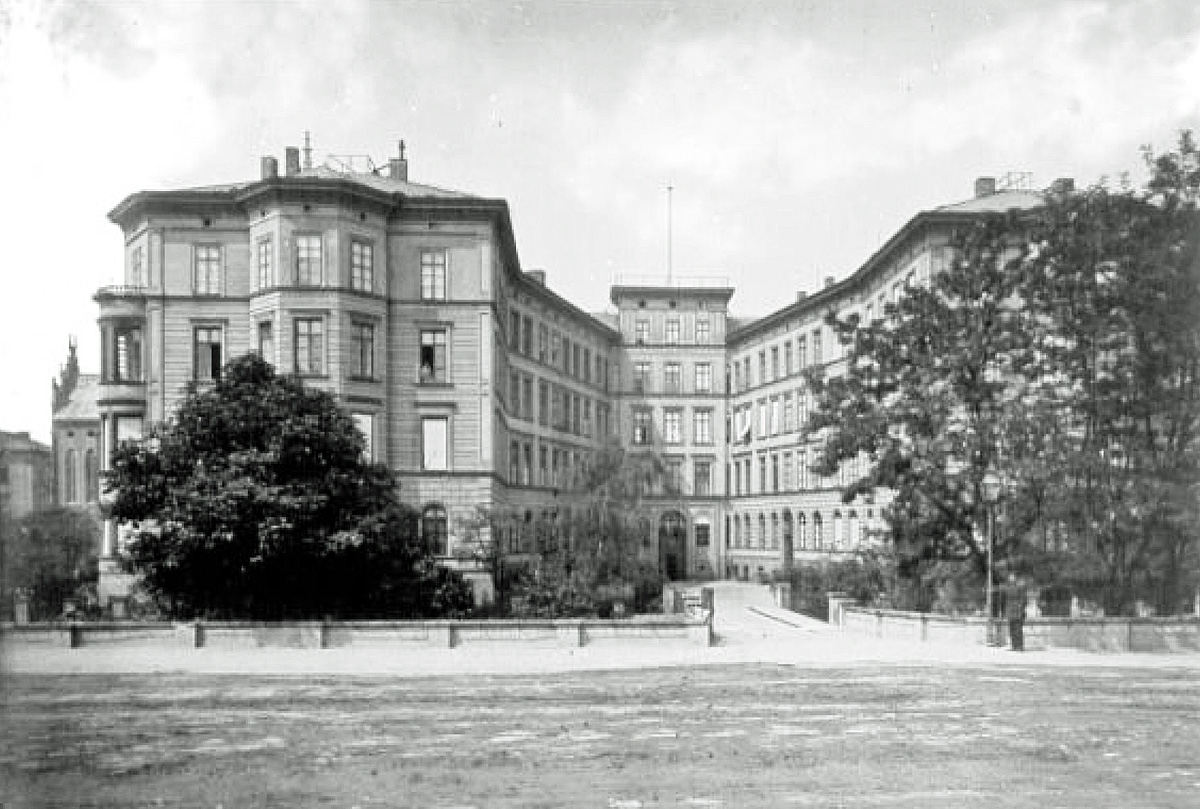
„Das Hufeisen“ um 1890,
erbaut in Rudolphs Garten 1846–1848

Rudolphs Garten (später auch Riedels Garten) war in der ersten Hälfte des 19. Jahrhunderts ein beliebter Kaffeegarten der Leipziger.

## Lage und Gestalt
Er lag der Pleißenburg gegenüber jenseits des Pleißemühlgrabens und schloss sich nach Norden dem vorderen Teil von Reichels Garten an. Nach Süden lag die feuchte Schlosswiese. In heutiger Situation ist es der Bereich um die Rudolphstraße. Der Garten gehörte zu den Kleineren der Leipziger Gärten.
In der Gartenlaube von 1856 wird er wie folgt beschrieben:

„Neben dem Reichel’schen Garten, der Nonnenmühle zu, befand sich ein zweiter Garten, der Rudolph’sche genannt, ein berühmter Jubilate-Meßsonntagsgarten im altfränkischen Geschmack mit Buchsbaumhecken, versteckten Nischen, ehrwürdigen Alleen, Gewächshäusern, Orange- und Myrthenbäumen verziert, woran sich nasse Wiesen schlossen mit Bäumen bis an die angrenzenden Gewässer der Pleiße unterhalb der Nonnenmühle und bis zum Kuhstrangswehre.“

## Geschichte
Rudolphs Garten war noch im 18. Jahrhundert von den Erben Andreas Dietrich Apels aus Apels Garten durch Verkauf ausgegliedert worden. Der neue Besitzer machte daraus die in dieser Zeit beliebte Form des gastronomisch bewirtschafteten Gartens. Sein Schwiegersohn Franz Albert Riedel (1798–1847) führte den Garten weiter.
Der Garten wurde offenbar gern auch von den gehobeneren gesellschaftlichen Kreisen besucht. Für Robert Schumann sind mehrere Besuche dokumentiert. Goethe beschloss seinen 14-tägigen Leipzig-Besuch im Mai 1808 mit einer Gesellschaft in Rudolphs Garten. Jean Paul benennt in seinem Roman Flegeljahre Rudolphs Garten, der ihm aus seiner Leipziger Zeit bekannt war, als Platz der feinen Sitten.
1844 kaufte Carl Heine im Rahmen seiner Bemühungen zur Entwicklung der Leipziger Westvorstadt den Garten vom Besitzerehepaar Riedel und errichtete 1846–1848 darauf eine moderne vierstöckige Wohnanlage in Form eines nach der Promenade „An der Pleiße“ geöffneten Hufeisens, allgemein nur „Das Hufeisen“ genannt. Das Gebäude wurde im Zweiten Weltkrieg zerstört. Heute befindet sich hier die Grünfläche an Lurgensteins Steg.